# 佐藤ジュンコ
佐藤 ジュンコ（さとう じゅんこ、1978年 - ）は、日本のイラストレーター。福島県霊山町（現：伊達市）生まれ、宮城県仙台市在住。
宮城教育大学卒業後、1年間のフリーター生活を経て、ジュンク堂書店仙台ロフト店に勤務。書店勤務の傍らで自作のフリーペーパーの発行を手掛ける。2015年春よりフリーのイラストレーターとして活動。

## 主な仕事
- 『佐藤ジュンコのひとり飯な日々』ミシマ社、2015年
- 『月刊佐藤純子』ちくま文庫、2017年
- 『仕事場のちょっと奥までよろしいですか？』ポプラ社、2017年
- 『佐藤ジュンコのおなか福福日記』ミシマ社、2018年